# Zduńska Wola
Zduńska Wola [ˈzduɲska ˈvɔla] (deutsch 1943–1945 Freihaus) ist eine Stadt in Polen in der Woiwodschaft Łódź.

## Geografie
Die Stadt liegt in der Woiwodschaft Łódź am Fluss Pichna, einem Nebenarm der Warthe. Łódź liegt etwa 50 Kilometer nordöstlich.
Der Bahnhof Zduńska Wola liegt an der Bahnstrecke Łódź–Forst (Lausitz), die Bahnhöfe Zduńska Wola Karsznice und Zduńska Wola Południowa an der Bahnstrecke Chorzów–Tczew.

## Geschichte
Die erste urkundliche Erwähnung des Ortes stammt aus dem Jahre 1394. Im 17. Jahrhundert bestand in Zduńska Wola ein Pfarramt. Das Recht, zwölf Jahrmärkte im Jahr abzuhalten, erhielt der Ort am 12. September 1773 durch Stanislaus II. August. 1793 fiel der Ort an Preußen und 1815 wurde die Stadt Teil Russlands (Russisch Polen). 1817 kamen die ersten Weber in die Stadt. 1824 lebten unter den 1400 Menschen etwa 150 Tuchmacher. Am 25. Oktober 1825 erhielt der Ort das Stadtrecht. Die Kirche Mariä Himmelfahrt wurde 1872 erbaut.
1903 wurde die Stadt an das Schienennetz angeschlossen und erhielt damit eine Zugverbindung nach Kalisz und Łódź. Im Verlauf des Ersten Weltkrieges wurde Zduńska Wola 1914 von deutschen Truppen eingenommen. Nach diesem Krieg kam die Stadt zur Woiwodschaft Łódź der neu gegründeten Republik Polen. Im Verlauf des Wiederaufbaus entstanden neue Gebäude wie eine Grundschule, ein Gymnasium, ein Krankenhaus und eine Freiwillige Feuerwehr. Die Stadt florierte und erhielt mit einer neu gebauten Schienenstrecke einen Anschluss nach Schlesien im Süden und nach Gdynia im Norden. Mit 26.154 Einwohnern war die Stadt 1930 die größte Stadt im Westen der Woiwodschaft Łódź. Im September 1939 wurde sie von der deutschen Wehrmacht besetzt und am 18. Mai 1943 in Freihaus umbenannt. Die Bevölkerungszahl sank im Verlauf der Besetzung auf 12.354. Am 21. Januar 1945 erreichte die Rote Armee die Stadt und damit endete für sie der Zweite Weltkrieg.
| Jahr | Einwohnerzahl |
| ---- | ------------- |
| 1824 | 1.400         |
| 1827 | 2.758         |
| 1909 | 22.504        |
| 1914 | 28.437        |
| 1918 | 12.000        |
| 1930 | 26.154        |
| 1944 | 12.354        |
| 1949 | 3.000         |
| 1960 | 3.200         |
| 2000 | 45.791        |
| 2007 | 44.316        |

## Gemeinde

### Stadtgemeinde
Die Stadt Zduńska Wola bildet eine eigenständige Stadtgemeinde (gmina miejska).

### Landgemeinde
Zur Landgemeinde (gmina wiejska) Zduńska Wola gehören 31 Ortsteile mit einem Schulzenamt (solectwo).

### Städtepartnerschaften
- Pietrasanta (Italien)
- Valmiera (Lettland)
- Zarasai (Litauen)

### Eisenbahnmuseum

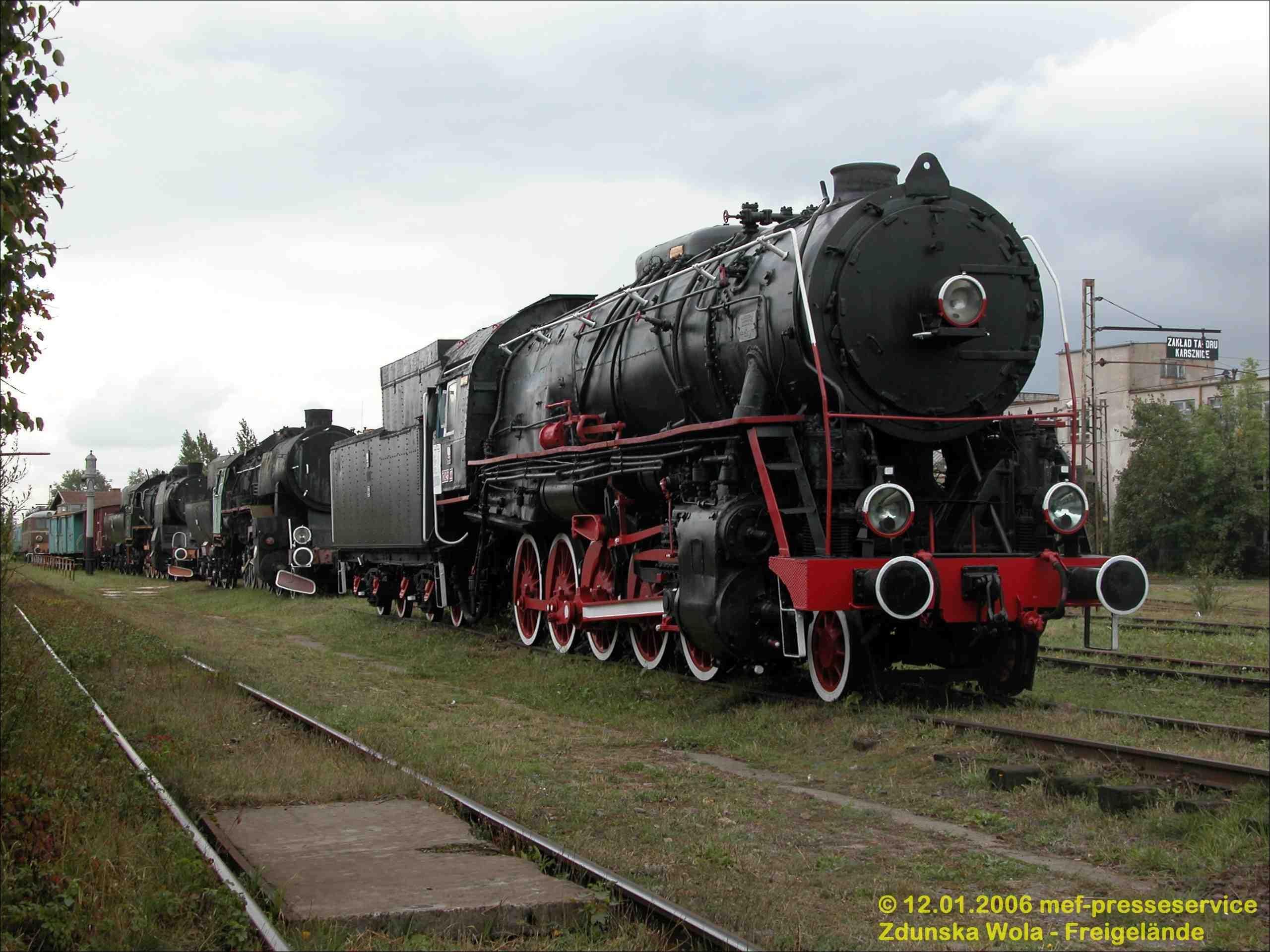
Freilichtmuseum

Neben dem historischen Museum gibt es ein Lokomotiven-Freilichtmuseum. Dort sind Dampf- und Diesellokomotiven ausgestellt, aber auch die Anfänge der Elektrolokomotive.

## Söhne und Töchter der Stadt

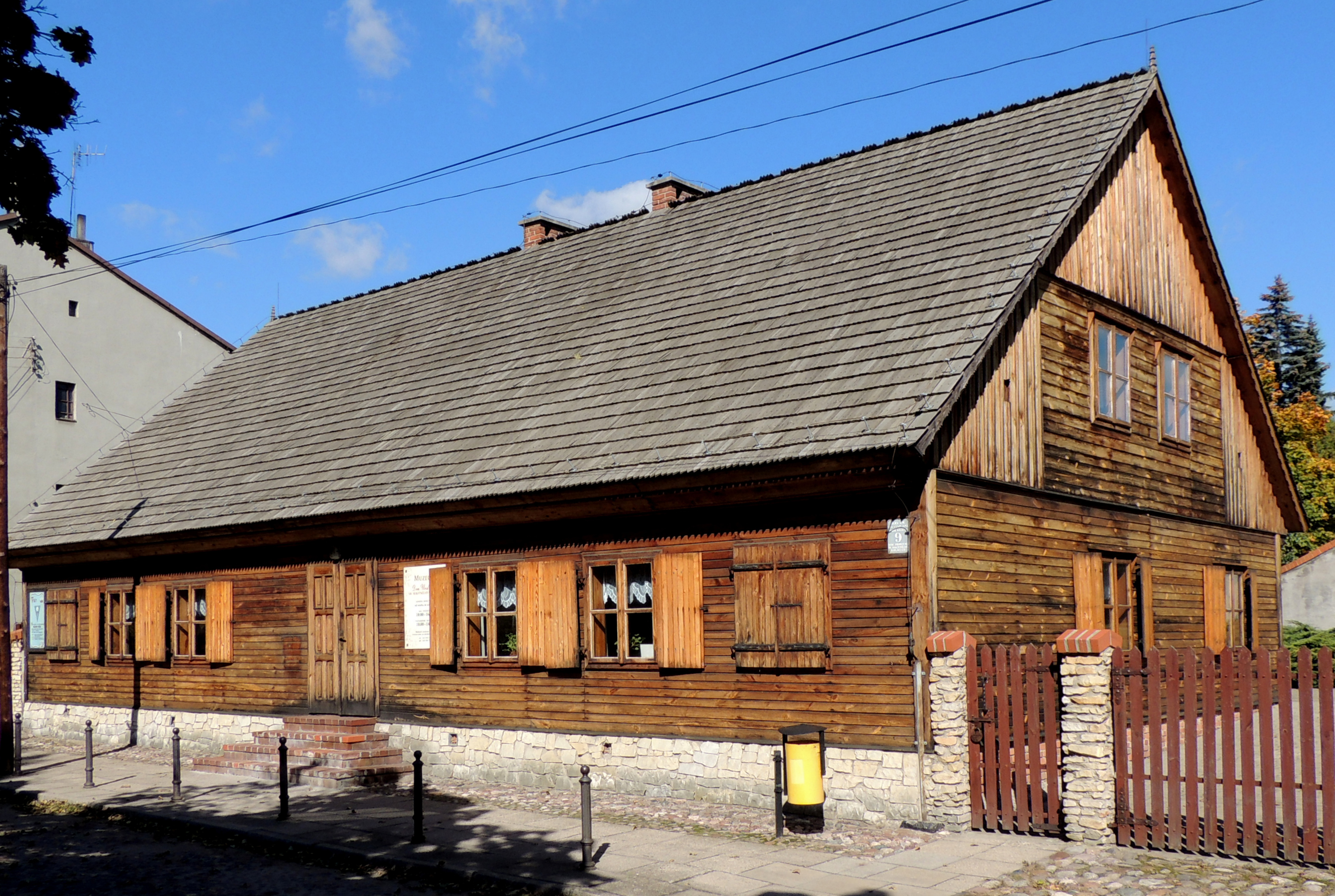
Geburtshaus von Maximilian Kolbe

- Max Factor (1877–1938), polnisch-US-amerikanischer Kosmetikunternehmer
- Emil Bohnke (1888–1928), deutscher Komponist
- Lasar Aronowitsch Ljusternik (1899–1981), russischer Mathematiker
- Eugen Klause (1903–1999), Kirchenmusiker und Komponist
- Maximilian Kolbe (1894–1941), katholischer Priester, Märtyrer, Schutzpatron der Journalisten
- Edmund Friszke (Frischke) (1902–1958), Pastor der Evangelisch-Augsburgischen Kirche, Opfer des Nationalsozialismus
- Heinz Rodewald (1932–1993), deutscher Gebrauchsgrafiker und bedeutender Medailleur
- Justyna Majkowska (* 1977), polnische Sängerin (Ich Troje)
- Michael Podolak (* 20. September 1986, Michal Podolak, 1989 nach Österreich ausgewandert), ehemaliger Sportschütze des öster. Kaders, Europa- und Militärweltmeister
- Róża Kozakowska (* 1989), polnische Paraolympionikin
- Rafał Augustyniak (* 1993), polnischer Fußballspieler